# 北海道旅客鉄道伊達自動車営業所

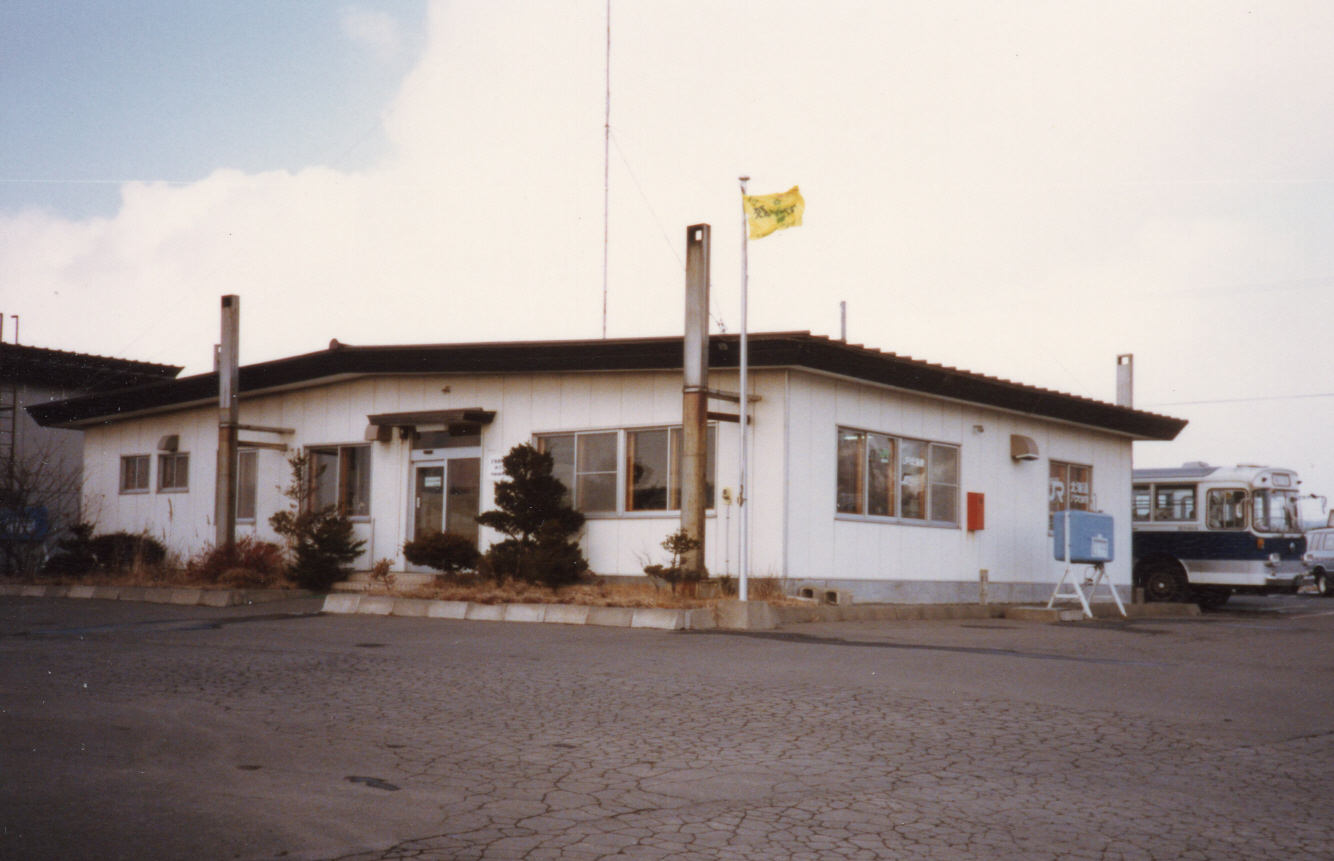
伊達自動車営業所

北海道旅客鉄道伊達自動車営業所（ほっかいどうりょかくてつどうだてじどうしゃえいぎょうしょ）は、かつて存在した国鉄バス・北海道旅客鉄道バス（JR北海道バス）のバス営業所である。

## 所在地
- 北海道伊達市萩原町111-3

## 概説
本営業所は、戦後の復興物資を輸送するための機動運営自動車区として1947年（昭和22年）に開設された喜茂別自動車区が前身である。翌1948年（昭和23年）には豊浦と京極を結ぶ羊蹄線が、鉄道線の培養という使命の下に開業した。その後1955年（昭和30年）には、同様の使命により伊達と豊浦を結ぶ伊達線が開業した。貨物輸送は1953年（昭和28年）までに廃止されている。
1970年（昭和45年）以降はモータリゼションの進行に伴い路線網は徐々に縮小され、1984年（昭和59年）には羊蹄線は伊達線に統合された。国鉄分割民営化後もJR北海道のバス路線として運行が続けられたが、1996年（平成8年）3月限りで伊達線は全廃となり、道南バスに移管された。

## 沿革
- 1947年12月27日 - 機動運営担当自動車区として喜茂別自動車区が開設。生活物資や原材料など復興物資の輸送を担当する。
- 1948年11月3日 - 旅客路線として羊蹄線が開業。
- 1952年 - 喜茂別自動車営業所の貸切事業が免許。
- 1955年7月1日 - 豊浦支所が営業所に昇格、豊浦自動車営業所となる。喜茂別自動車営業所は喜茂別支所に降格。
- 1956年 - 伊達紋別派出所開設。
- 1957年 - 喜茂別支所を喜茂別駐在に変更、同年に廃止。
- 1960年7月1日 - 伊達紋別派出所が営業所に昇格、伊達自動車営業所となる。豊浦自動車営業所は豊浦派出所に降格。
- 1983年 - 羊蹄線のワンマン化完了。北海道の国鉄バスでは最後のワンマン化。
- 1996年4月1日 - 伊達線全線廃止[1]。伊達自動車営業所は閉鎖[1]。

## 主な路線一覧

### 伊達線
- 伊達本線・黄金線・壮瞥線・喜門別線
  - 伊達紋別駅 - 日赤前 - 長和駅 - 有珠駅 - 洞爺駅 - 舟見町 - 東雲町 - 豊浦駅
  - 伊達紋別駅 - 日赤前 - 舟岡町 - 萩原 - 営業所 - 見晴団地 - 舟岡郵便局 - 日赤前 - 伊達紋別駅
  - 伊達紋別駅 - 日赤前 - 舟岡町 - 見晴団地 - 舟岡郵便局 - 日赤前 - 伊達紋別駅
  - 伊達紋別駅 - 日赤入口 - 西関内 - 喜茂別川 - 東関内 - 高校前 - 日赤入口 - 伊達紋別駅

### 羊蹄線
1984年（昭和59年）までに大部分が廃止され、残存路線は伊達線に編入されている。
- 羊蹄本線
  - 豊浦駅 - 小花井 - 大和 - 真狩 - 京極駅
- 礼文線
  - 東雲町 - 礼文駅
- 洞爺線
  - 小花井 - 向洞爺
- 山梨線

## 所属車両
主に日野車が配置されていた。

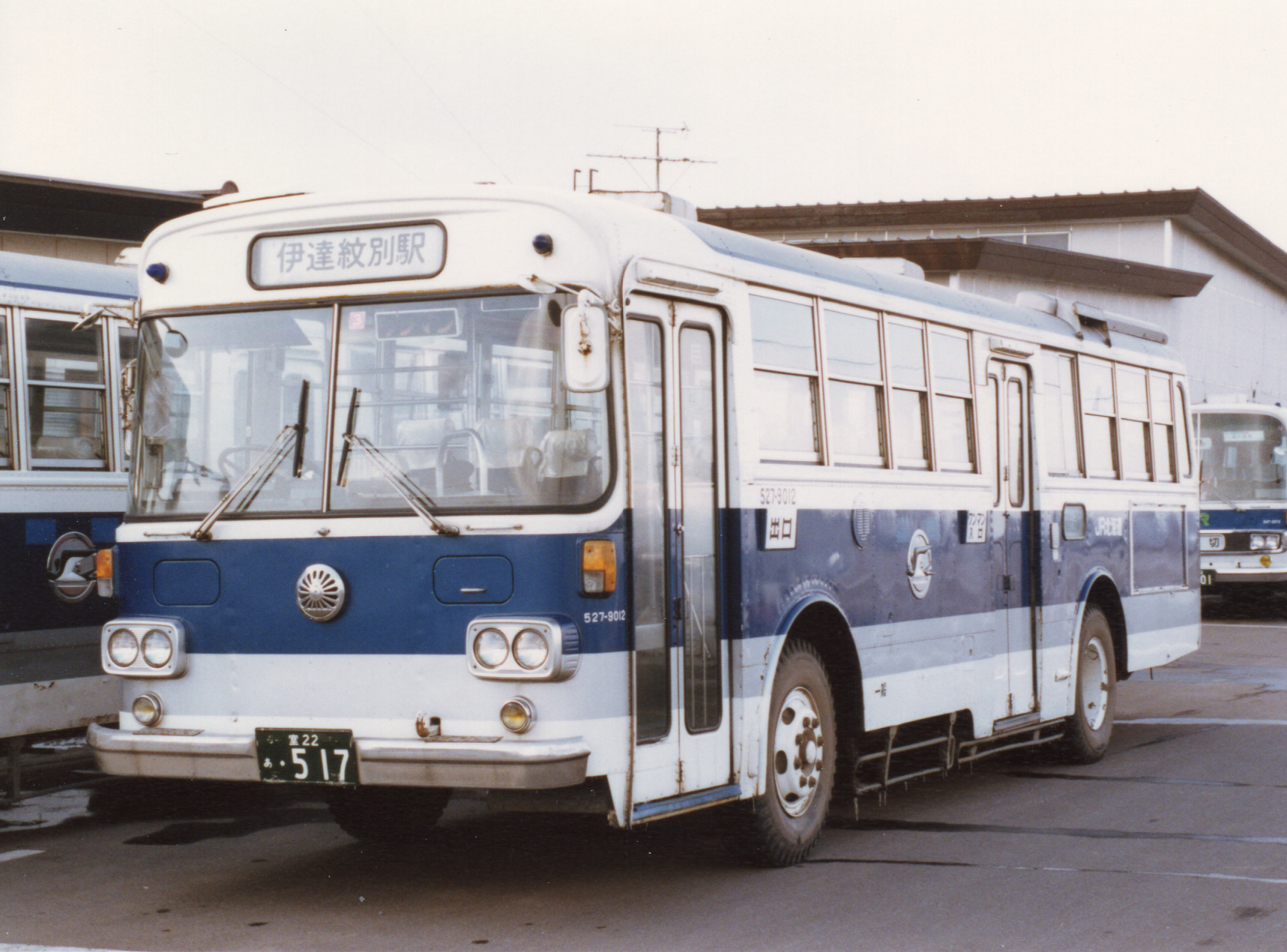
路線車　527-9012
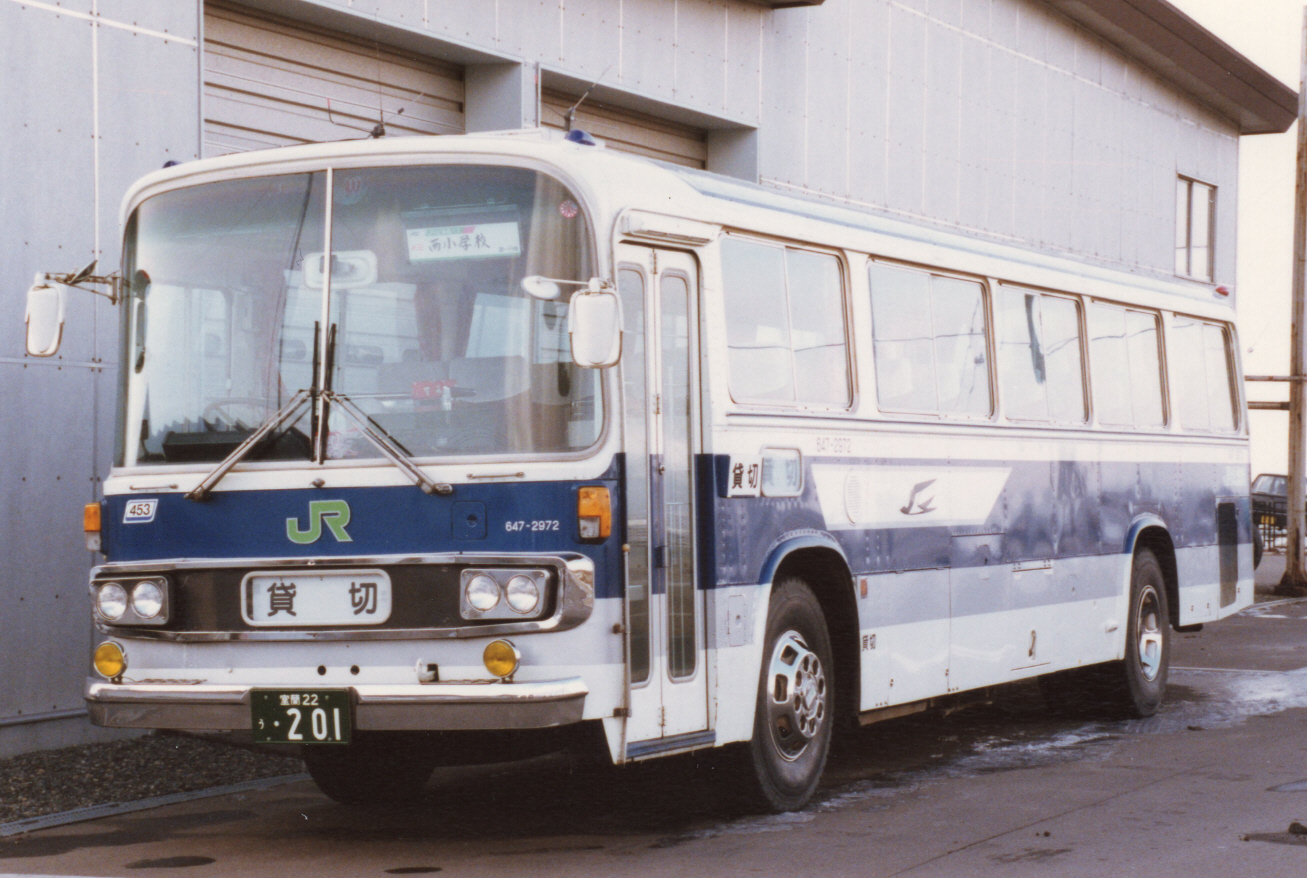
貸切車　647-2972